# Jean Beauharnais
Pour les autres membres de la famille, voir Maison de Beauharnais.
Jean Beauharnais, seigneur de Miramion et de La Chaussée, est prévôt des marchands d'Orléans (1486).

## Famille
Fils de Guillaume II Beauharnais, seigneur de Miramion et de La Chaussée, et de Jacquette Le Maire, ainsi que le petit-fils de Guillaume Ier Beauharnais.

### Mariage et descendance
Jean Beauharnais, seigneur de Miramion épousa Jeanne Boilleve. Un enfant est né de cette union :
- Guillaume III Beauharnais, seigneur de Miramion.